# Wenelin Ganew
Wenelin Jordanow Ganew (bułg. Венелин Йорданов Ганев; ur. 18 lutego 1880 w Ruse, zm. 25 marca 1966 w Sofii) – bułgarski polityk i prawnik, profesor prawa Uniwersytetu Sofijskiego, minister sprawiedliwości (1919), deputowany do Zwyczajnego Zgromadzenia Narodowego 21. (1923–1927) kadencji.

## Życiorys
Syn kupca Jordana Ganewa i Smaragdy z d. Penewej. Kształcił się na uniwersytecie w Lipsku w latach 1897-1898, skąd przeniósł się na Uniwersytet Genewski, gdzie ukończył studia z zakresu filozofii, prawa i muzyki. W czasie studiów genewskich, w latach 1900-1901 redagował pismo radykalnych studentów macedońskich Efor. Po powrocie do kraju w 1908 otrzymał stanowisko docenta w katedrze filozofii prawa Uniwersytetu Sofijskiego. W latach 1914–1915 i 1916-1918 był dziekanem Wydziału Prawa stołecznej uczelni. W 1918 otrzymał tytuł profesora i kierownictwo katedry prawa handlowego. Od 1919 członek Bułgarskiej Akademii Nauk. Prowadził wykłady z zakresu filozofii prawa, prawa międzynarodowego, a także prawa handlowego, był autorem podręczników dla studentów. 
W 1908 wstąpił do Partii Radykalno-Demokratycznej. W maju 1919 objął stanowisko ministra sprawiedliwości w rządzie Teodora Teodorowa. Był członkiem delegacji bułgarskiej na rozmowy pokojowe, które toczyły się w Paryżu, a następnie w Neuilly-sur-Seine. W latach 1920–1922 był posłem Bułgarii w Paryżu. Od 1923 działał w Porozumieniu Demokratycznym. Był założycielem Ligi Obrony Praw Człowieka (Лига за защита на правата на човека). 
W 1941 zrezygnował z członkostwa w Bułgarskiej Akademii Nauk na znak protestu przeciwko zaangażowaniu Bułgarii w działania wojenne po stronie Niemiec. W 1944 jako niezależny polityk wszedł w skład władz Frontu Ojczyźnianego, a po przewrocie komunistycznym 9 września 1944 wszedł w skład Rady Regencyjnej przy carze Symeonie II, wspólnie z Todorem Pawłowem i Cwjatko Boboszewskim. Jako przeciwnik likwidacji opozycji przez Bułgarską Partię Komunistyczną, został zwolniony z Uniwersytetu Sofijskiego i internowany w Drjanowie. Zmarł w 1966 w Sofii, pochowany na stołecznym Cmentarzu Centralnym. 30 marca 1990 został pośmiertnie rehabilitowany i oczyszczony z zarzutów.

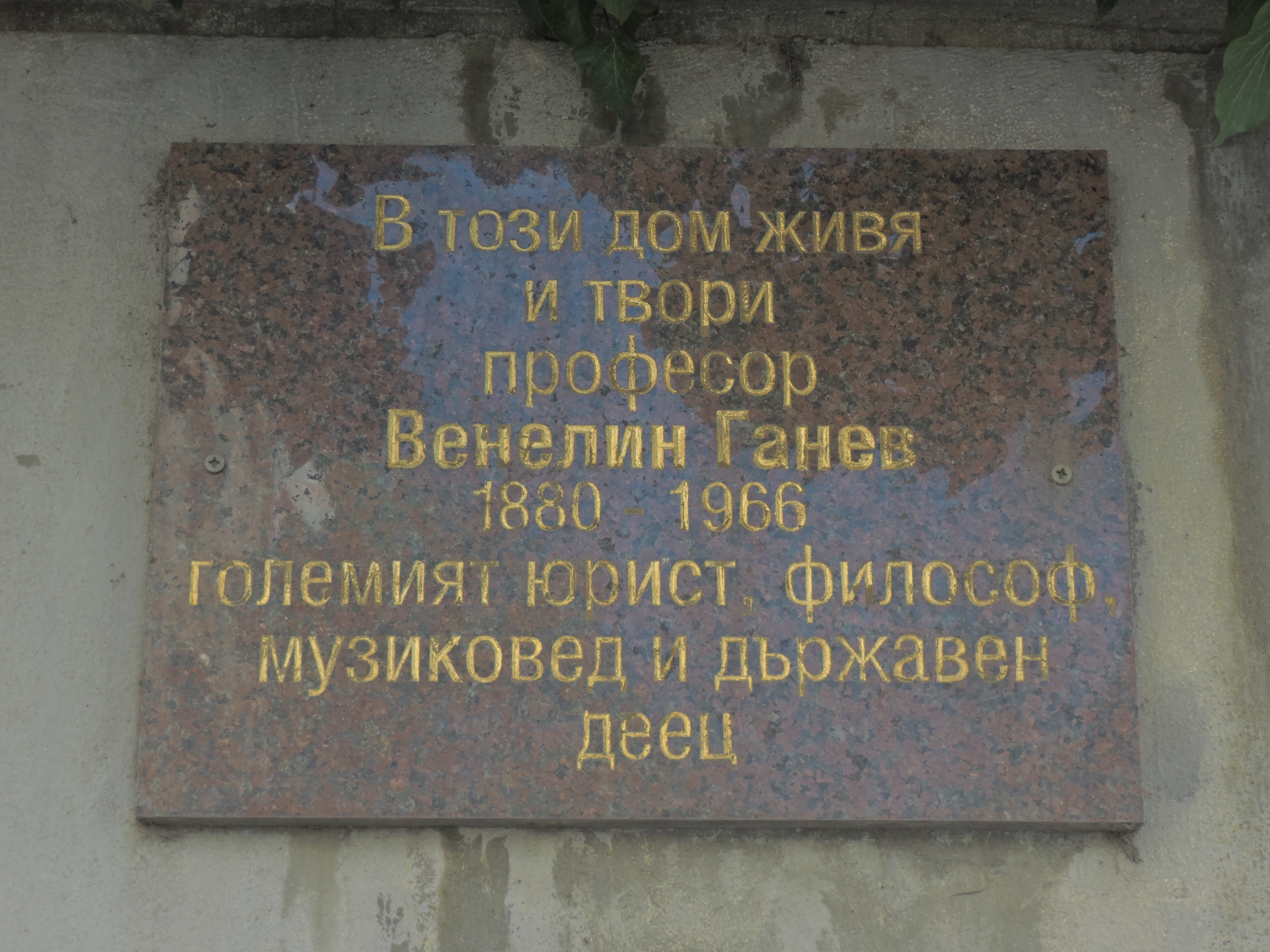
Tablica pamiątkowa na budynku w Sofii, w którym mieszkał Wenelin Ganew

## Prace naukowe
- 1921: Историческото развитие на търговското право
- 1923: Курс по търговско право
- 1925: Курс по обща теория на правото. Правно явление
- 1926: Систематически курс по несъстоятелността, т. I
- 1945: Стопанска действителност. Опит за една социологическа синтез
- 1959: Закон соудный людьмъ. Правно-исторически и правно-аналитични проучвания